# 那珂郡 (宮崎県)
- 令制国一覧 > 西海道 > 日向国 > 那珂郡
- 日本 > 九州地方 > 宮崎県 > 那珂郡

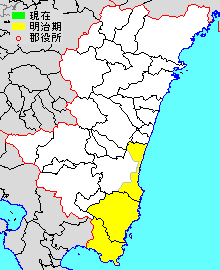
宮崎県那珂郡の位置

那珂郡（なかぐん）は、宮崎県（日向国）にあった郡。

## 郡域
1879年（明治12年）に行政区画として発足した当時の郡域は、下記の区域にあたる。
- 宮崎市の一部
  - 概ね佐土原町西上那珂、佐土原町東上那珂、広原、新名爪、芳士、阿波岐原町、山崎町、吉村町、新城町、青葉町、大和町、宮脇町、昭和町、堀川町、永楽町、吾妻町、恒久[2]、城ケ崎、本郷北方、郡司分、熊野、学園木花台西、鏡洲以東[3]
  - 波島・宮崎駅東・瀬頭・瀬頭町・旭・松山・東大淀・中村東・天満・大坪東・大坪西・薫る坂・月見ケ丘の各一部
- 日南市・串間市の全域

## 歴史
8世紀の日向国風土記に那珂郡（那河郡）が記録されており、中川郷、吉田郷、明郷（あかりごう）、芹本郷、吾平郷の5郷があったことが分かっている。
成立当初は現在の宮崎市のうち佐土原・住吉周辺のみの非常に狭い領域であった。時代によって宮崎と那珂郡の境界は錯綜するが、江戸時代までに郡域がほぼ固まった。
和名類聚抄では、郡内に四つの郷が存在しており、田島郷、夜開郷、新名郷、於部郷が記載されている。
建久8年の図田帳（島津家文書）に依ると、広原社・百二十町、新名爪別符・八十町、鷹居別府・三十町、江田社・三十町、那珂・二百町、田嶋破*院の誤記と思われる・四十町、袋・十五町。以上総町数・六百二十町、同資料における日向の総町数は八千百六十であるので全体の7.6%程度で当時の日向国の郡では最も狭い郡であることを証明している。

### 近世以降の沿革
所属町村の変遷は北那珂郡#郡発足までの沿革、南那珂郡#郡発足までの沿革をそれぞれ参照
- 「旧高旧領取調帳」に記載されている明治初年時点での支配は以下の通り。幕府領は飫肥藩預地。（80村）
  - 後の北那珂郡域（27村） - 幕府領、旗本領[4]、日向飫肥藩、日向佐土原藩。
  - 後の南那珂郡域（53村） - 幕府領、旗本領[5]、日向飫肥藩、日向高鍋藩。
- 慶応4年
  - 閏4月25日（1868年6月15日） - 幕府領が富高県の管轄となる。
  - 8月17日（1868年10月2日） - 富高県の管轄区域が日田県の管轄となる。
- 明治3年（1870年） - 旗本領が日田県の管轄となる。
- 明治4年
  - 2月 - 領知替えにより、日田県の管轄地域が延岡藩領となる。
  - 7月14日（1871年8月29日） - 廃藩置県により、飫肥県、佐土原県、延岡県の管轄となる。
  - 11月14日（1871年12月25日） - 第1次府県統合により、大淀川以北（後の北那珂郡域の一部）が美々津県、残部が都城県の管轄となる。
- 明治6年（1873年）1月15日 - 全域が宮崎県（第1次）の管轄となる。
- 明治9年（1876年）8月21日 - 第2次府県統合により鹿児島県の管轄となる。
- 明治12年（1879年）2月17日 - 郡区町村編制法の鹿児島県での施行により、行政区画としての那珂郡が発足。「宮崎那珂郡役所」が宮崎郡上別府村に設置され、同郡とともに管轄。
- 明治14年（1881年）7月28日 - 「宮崎那珂郡役所」が「宮崎那珂児湯郡役所」となり、児湯郡とともに管轄。
- 明治16年（1883年）5月9日 - 宮崎県（第2次）の管轄となる。
- 明治17年（1884年）1月26日 - 佐土原町ほか4町25村の区域をもって北那珂郡が、飫肥ほか51村の区域をもって南那珂郡がそれぞれ発足[6]。同日那珂郡廃止。

## 行政
宮崎・那珂郡長
| 代 | 氏名 | 就任年月日                | 退任年月日                | 備考 |
| -- | ---- | ------------------------- | ------------------------- | ---- |
| 1  |      | 明治12年（1879年）2月17日 |                           |      |
|    |      |                           | 明治14年（1881年）7月27日 | 廃官 |

鹿児島県宮崎・那珂・児湯郡長
| 代 | 氏名 | 就任年月日                | 退任年月日               | 備考         |
| -- | ---- | ------------------------- | ------------------------ | ------------ |
| 1  |      | 明治14年（1881年）7月28日 |                          |              |
|    |      |                           | 明治16年（1883年）5月8日 | 宮崎県に移管 |

宮崎県宮崎・那珂・児湯郡長
| 代 | 氏名 | 就任年月日               | 退任年月日                | 備考                 |
| -- | ---- | ------------------------ | ------------------------- | -------------------- |
| 1  |      | 明治16年（1883年）5月9日 |                           |                      |
|    |      |                          | 明治17年（1884年）1月25日 | 分割により那珂郡廃止 |